# Вафтруднисмал
„Вафтруднисмал“, „Песен за Вафтруднир“ или „Речите на Вафтруднир“ е третата поема от Поетичната Еда. Тя е разговор в стихотворна форма първо между Один и Фриг, а след това между Один и великана Вафтруднир. Поемата детайлно говори за скандинавската космология и е широко използвана като източник от Снуре Стурлусон в неговата Прозаична Еда. Творбата е съхранена в Codex Regius и отчасти в AM 748 I 4to.

## История
Историята започва с Один, който моли Фриг за съвет дали е разумно да издири Вафтруднир. Фриг го съветва да не го прави заявявайки, че Вафтруднир е изключително силен великан. Въпреки това Один продължава мисията си.
Один пристига при великана и се опитва да вземе мъдростта му чрез класическия начин на надпреварата. Вафтруднир го приема, но заявява, че ще му позволи да си тръгне жив единствено, ако Один се окаже по-мъдрият.
Вафтруднир неразумно залага главата си, в случай, че Один победи. В 55-и стих, на края на състезанието, Вафтруднир е принуден да капитулира, когато Один го пита какво Один е прошепнал в ухото на Балдур преди тялото му да е погребано – въпрос, чийто отговор е известен единствено на Один. Тъй като правило на подобни състезания е, че този, който задава въпрос, трябва да знае и отговорът, Вафтруднир няма друг избор освен да се признае за победен и точно в този момент той осъзнава кой всъщност е гостът му: